# Éric Colomer
Éric Colomer est un journaliste d'investigation, réalisateur et producteur de documentaires français. Cofondateur de Complément d'enquête, il est connu pour ses  investigations pour la presse écrite et pour la télévision.

## Biographie
En 2001, il est recruté par Benoît Duquesne pour créer l'émission Complément d'enquête, dont il deviendra le rédacteur en chef. 
Il rejoint ensuite la société de production Ligne de Mire pour développer de nombreuses enquêtes pour Envoyé spécial (F2), Spécial Investigation (C+), Pièces à convictions (F3) et les cases documentaires de France Télévisions. Plusieurs des films qu'il a accompagnés, comme Uranium, le scandale de la France contaminée ou Du poison dans le robinet ont été primés dans des festivals et par la SCAM,.

## Filmographie
Il a produit plusieurs reportages.
- Célibat des prêtres, le calvaire de l’Eglise (Arte). Réalisé par Éric Colomer et Rémi Bénichou[4]. À l'instar du premier opus, ce documentaire a fait l'objet d'un fort retentissement médiatique, notamment consacré par l'intervention d'Éric Colomer dans le débat-doc de la chaine parlementaire de l'Assemblée nationale LCP[5].
- Religieuses abusées, l'autre scandale de l'Église

## Sources et références
1. 1 2  Par Stéphan Faudeux, « Mediakwest - L’art et la manière », sur Mediakwest, 9 décembre 2013 (consulté le 9 janvier 2024)
2. ↑  « ARDECHE IMAGES - Uranium, le scandale de la France contaminée », sur www.lussasdoc.org (consulté le 9 janvier 2024)
3. ↑  adminso, « Les Étoiles de la Scam 2010 », sur Scam : Société civile des auteurs multimédia, 24 juin 2010 (consulté le 9 janvier 2024)
4. ↑  « Célibat des prêtres, le calvaire de l’Église (Documentaire religions) : la critique Télérama », sur television.telerama.fr, 6 septembre 2022 (consulté le 9 janvier 2024)
5. ↑  « DébatDoc - Celibat des prêtres : une vaste hypocrisie ? | LCP - Assemblée nationale », sur lcp.fr (consulté le 9 janvier 2024)